# Río Segundo
Río Segundo – miasto w Argentynie, położone w środkowej części prowincji Córdoba.

## Opis
Miejscowość została założona w 1871 roku. Przez miasto przebiega droga krajowa RN9 i linia kolejowa.

## Demografia
.